# Erich Griebsch
Erich Griebsch (* 28. März 1925 in Berlin; † 18. November 2004) war ein deutscher Polizeioffizier. Er war Chef der Bezirksbehörde der Deutschen Volkspolizei (BDVP) Potsdam.

## Leben
Der Sohn einer Arbeiterfamilie erlernte nach dem Besuch der Volksschule den Beruf des Werkstoffprüfers und arbeitete danach im Beruf. Er wurde zur Wehrmacht eingezogen und geriet in Kriegsgefangenschaft. 
Nach 1945 arbeitete er als Maurer, wurde 1947 Mitglied der SED und trat 1948 in die Deutsche Volkspolizei ein. Er wurde zunächst als Schutzpolizist in Berlin-Lichtenberg eingesetzt. Ein Studium schloss er als Diplom-Staatswissenschaftler ab. Er wurde Stellvertreter des Chefs für politische Arbeit der BDVP in Suhl und ab 1968 in Potsdam. Von 1970 bis 1989 war er als Nachfolger von Generalmajor Heinz Münchow Chef der BDVP Potsdam. Gleichzeitig war er Abgeordneter des Bezirkstages und der SED-Bezirksleitung Potsdam. 1974 wurde er zum Generalmajor ernannt, 1985 zum Generalleutnant befördert. 
Ab 4. Dezember 1989 prüfte eine Untersuchungskommission der SED in der Bezirksleitung Potsdam  Vorwürfe gegen führende Funktionäre der SED-BL und gegen Griebsch. Entsprechend dem damals noch gültigen Parteistatut wurde Griebsch mit einer strengen Rüge bestraft.
Griebsch lebte zuletzt in Bardenitz und wurde auf dem dortigen Friedhof bestattet.

## Auszeichnungen
- 1967 Ehrentitel Verdienter Volkspolizist der Deutschen Demokratischen Republik
- 1973 Vaterländischer Verdienstorden in Bronze, 1980 in Silber und 1985 in Gold
- 1982 Friedrich-Engels-Preis II. Klasse (im Kollektiv)